# So Beautiful or So What
So Beautiful or So What är Paul Simons tolfte soloalbum utgivet 12 april 2011. Albumet är producerat av Paul Simon och Phil Ramone och gavs ut på skivbolaget Concord Music Group.
Albumet gick in på en 4 plats på amerikanska Billboardlistan den första veckan. På den Engelska topp-listan gick den in på 6:e plats första veckan. Albumet gavs ut två månader senare i England än i USA, för att passa in med Simons englandsturné där. I Sverige noterade albumet 4:e plats första veckan albumlistan, i Norge nådde albumet 2:a plats.

## Låtlista
Samtliga låtar skrivna av Paul Simon.
1. "Getting Ready for Christmas Day" – 4:06
2. "The Afterlife" – 3:40
3. "Dazzling Blue" – 4:32
4. "Rewrite" – 3:49
5. "Love and Hard Times" – 4:09
6. "Love Is Eternal Sacred Light" – 4:02
7. "Amulet" – 1:36
8. "Questions for the Angels" – 3:49
9. "Love and Blessings" – 4:18
10. "So Beautiful or So What" – 4:07